# Konowalow (Gorki)
Konowalow (russisch Коновалов) ist eine Erzählung des russischen Schriftstellers Maxim Gorki, die – 1896 geschrieben – im März des Folgejahres in der Sankt Petersburger Zeitschrift Nowoje slowo erschien. 1930 kam Arthur Luthers Übertragung ins Deutsche in Leipzig heraus.
Der Text kann als ein Stück Autobiographie gelesen werden. Gorki greift unter anderen Erlebnisse aus seiner Arbeit in der Kasaner Bäckerei Wassili Semjonows heraus.

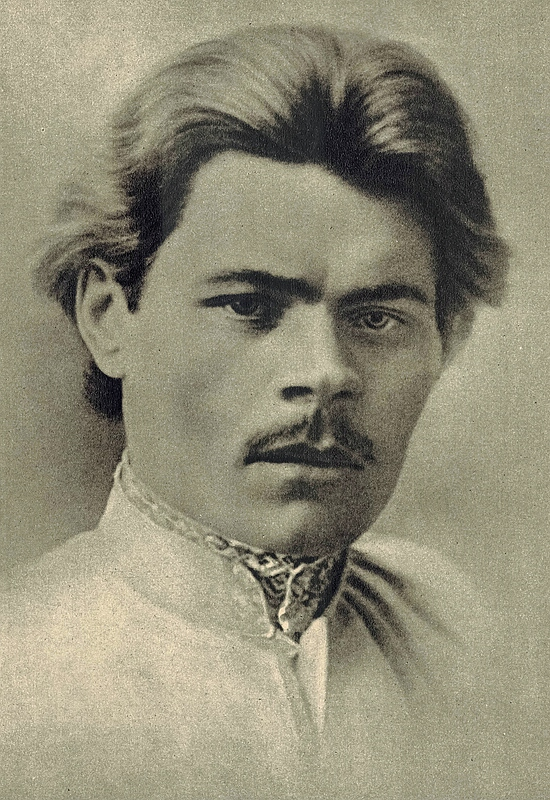
Gorki anno 1889

## Inhalt
Der 40-jährige Melancholiker Alexander Iwanowitsch Konowalow aus Murom wurde in  Pskow als Stadtstreicher aufgegriffen und hat sich im Gefängnis erhängt. So steht es in der Zeitung. Der Erzähler Maxim hatte als 18-Jähriger in einer Brotbäckerei als Konowalows Handlanger gewirkt. Mit der schlecht belüftbaren Backstube im Keller des Bäckermeisters Wassili Semjonytsch hatte sich der Geselle Konowalow damals nicht so recht anfreunden können. War doch sein letzter Arbeitsplatz ein Astrachaner Fischkutter auf dem Kaspischen Meer gewesen.
Maxim erledigt dem Analphabeten Konowalow die Briefpost mit dessen Freundin, der Kaufmannstochter Kapitolina aus Wjatka. Kapitolina, eine schamlose Dirne, will von Konowalow aus dem öffentlichen Haus, in dem sie festgehalten wird, befreit werden. Konowalow bewerkstelligt das. Kapitolina kann aber mit der wiedererlangten Freiheit nichts Gescheites anstellen. Überdies will sie von Konowalow geehelicht werden. Da ist sie bei dem Land- und Stadtstreicher, der nach eigenen Angaben als rechter Saufbruder kein Heim hat, an der falschen Adresse.
Konowalow staunt. Sein Gehilfe ist ein „Büchermensch“. Der Geselle bekommt von seinem Handlanger in hart erarbeiteten Pausen die Podlipowzy von Reschetnikow und Kostomarows Aufstand von Stenka Rasin vorgelesen. Weil Maxim den Stenka immer wieder vorlesen muss, kann ihn Konowalow schließlich auswendig rezitieren. Maxims nachfolgende literarische Weiterbildungsversuche haben allesamt weniger Erfolg. An den Stenka kommt selbst Taras Bulba nicht heran und die Figuren aus den Armen Leuten reden und handeln an Konowalow vorbei.
Natürlich hält es der Geselle in der Backstube nicht ewiglange aus. Nachdem er mit Kumpanen das verdiente Geld vertrunken hat, verschwindet er auf Nimmerwiedersehn aus der Stadt.
Etwa fünf Jahre später trifft Maxim auf „einer Wanderung durch das heilige Rußland“ seinen Kameraden in Feodosia wieder. Es ist die zweite und letzte Begegnung. Konowalow verrichtet Knochenarbeit beim Bau von Hafenbefestigungen und haust mit einem ziemlich kranken Kleinrussen in einer unbequemen Höhle. Hungersnot hat arbeitsuchende Männer aus betroffenen Gouvernements in die südliche Hafenstadt getrieben.
Konowalow war vor seinem Feodosia-Zwischenhalt noch unterwegs an Typhus erkrankt und in Kischinew als Grenzverletzer eingesperrt worden.
Maxim beschließt seine Erzählung nachdenklich: Konowalow wäre der Mensch geblieben, den er in der Backstube kennengelernt hatte – ein Grübler, der seinen Standpunkt sucht, der herumgekommen ist, alles gesehen hat und resümieren muss: „Nirgends gibt es für mich etwas Befriedigendes! Nirgends habe ich für mich einen Platz gefunden!“

## Rezeption
- Die Zensur des Zaren lehnte Gorkis Darstellung des titelgebenden Bäckergesellen als „sehr tendenziös und schädlich“, „provokatorisch“, „an vielen Stellen von sozialistischer Tendenz“ ab und zog das betreffende Nowoje-slowo-Heft kurzerhand komplett ein.[4]
- Konowalow denkt selbständig. Zwar geht der Erzähler Maxim gegen Konowalows Fatalismus an, erweist sich aber letztendlich als machtlos.[5]

## Deutschsprachige Ausgaben
- Jemeljan Piljaj und andere Novellen (Konowalow. Malwa). Deutsch von Fritz Steinthal. Max Fischers VBH, Dresden. o. J. [1902]
- Maxim Gorki: Die Holzflösser und andere Erzählungen. Einzig autorisierte Übersetzung aus dem Russischen von August Scholz. 507 Seiten. Malik-Verlag, Berlin 1926 (Makar Tschudra. Vom Zeisig, der da log, und vom Specht, der die Wahrheit liebte. Jemeljan Piljaj. Großvater Archip und Lenjka. Tschelkasch. Einstmals im Herbst. Das Lied vom Falken. Ein Irrtum. Die alte Isergil. Die Geschichte mit dem Silberschloß. Mein Reisegefährte. Die Holzflößer. Bolek. Im Weltschmerz. Konowalow. Der Chan und sein Sohn. Die Ausfahrt).
- Konowalow. Übertragen von Arthur Luther. Insel-Verlag, Leipzig 1930. Insel-Buch Nr. 127.
- Konowalow. Übersetzer Charles Andres. Scherz Verlag, Bern 1944 bis 1947 sowie 1954, Parnass-Bücherei Nr. 91.
- Konowalow. (Übersetzer nicht erwähnt). S. 42–66 in: Maxim Gorki: Ausgewählte Werke: Erzählungen. Märchen. Erinnerungen. SWA-Verlag, Berlin 1947.
- Mein Kamerad Konowalow. Philipp Reclam jun., Stuttgart 1966.
- Konowalow. Deutsch von Georg Schwarz. S. 165–226 in: Maxim Gorki: Erzählungen. Mit einem Vorwort von Edel Mirowa-Florin. Bd. 1 aus: Eva Kosing, Edel Mirowa-Florin (Hrsg.): Maxim Gorki: Werke in vier Bänden. Aufbau-Verlag, Berlin 1977.
- Konowalow und andere Erzählungen. Aus dem Russischen übersetzt von C. Berger und anderen. Deutscher Taschenbuchverlag, München 1978.
- Maxim Gorki: Meisternovellen. Übersetzung aus dem Russischen und Nachwort von Anne Bock (Konowalow. Die Entdeckung. Die Geschichte mit dem Silberschloß. Jahrmarkt in Goltwa. Aus Langeweile. Malwa. Blasen. Heiligabend. Der Fremdenführer. Das blaue Leben.) Manesse im dtv (dtv 24013), München/Zürich 1993, ISBN 3-423-24013-X.

### Verwendete Ausgabe
- Konowalow. Deutsch von Felix Loesch. S. 7–61 in: Maxim Gorki: Erzählungen. Dritter Band. Aufbau-Verlag, Berlin 1954.